# 쾨니츠
쾨니츠(독일어: Köniz)는 스위스 베른주 베른의 남쪽 경계에 있는 베른-미텔란트구의 자치제이다. 통계적 도시지만, 여전히 스스로를 마을로 간주하고 있다. 단일 정착지로서의 쾨니츠는 스위스에서 가장 인구가 많은 15개 도시에 속한다. 또한 약 400,000명의 주민으로 이루어진 베른 광역권의 일부이기도 하다.
쾨니츠의 공식 언어는 (스위스 표준의 다양한) 독일어이지만, 주요 사용 언어는 알레만계 스위스 독일어 방언의 현지 변형이다.

## 역사
현재의 시정촌은 오랫동안 사람이 거주했다. 청동기 시대와 철기 시대, 로마 별장(빌라 루스타카에)과 중세 초기 묘지가 많이 발견되었다. 현재 개혁 교구 교회(구 성 베드로와 성 바오로)의 가장 오래된 부분은 약 1100년으로 거슬러 올라간다. 이 위치에 다른 이전 건물이 있었을 수 있지만, 고고학 발굴에서는 지금까지 그 증거를 발견하지 못했다. 쾨니츠는 1011년에 Chunicis로 처음 언급되었다.
전설에 따르면 교회는 부르고뉴 왕 루돌프 2세와 그의 아내 베르타에 의해 설립되었다. 본당은 현재의 시정촌뿐만 아니라 약 5km 떨어진 현재 베른 주변 지역도 포함하고 있다. 1191년에 새로 설립된 도시의 본당 교회가 되었고, 1276년에 자체 본당의 지위를 얻게 되었다.
교회에는 아우구스티누스 수도원이 있었는데, 이 수도원은 1226년 신성 로마 제국 황제 프리드리히 2세의 아들이자 상속자인 하인리히 7세가 튜턴 기사단에게 수여한 것이다. 이 명령은 교회에 공로를 세우게 되었으며, 이 수도원은 발레이에 속했다. 슈바벤-엘자스-부르군트 뿐만 아니라 베른의 정착촌. 수도사 중 한 명이 본당 신부로 임명되었다. 베른 본당의 성장과 함께 그곳의 정착지는 베른에 있는 본당 사제를 원칙으로 하는 칭찬의 지위로 올라갔다.
쾨니츠 추천서는 1528년 베르네 종교개혁 당시 세속화되었지만, 가톨릭주의 압력으로 1552년 수도회에 반환되었다. 1729년에 기사단은 표장을 베른에 팔았다. 영지가 설립되어 1798년 구 베른이 붕괴될 때까지 존재했다. 현재 형태의 쾨니츠 시정촌은 1846년에 탄생했다.

## 지리
쾨니츠의 면적은 51.01k㎡이다. 이 면적 중 25.78k㎡ (50.5%)가 농업용으로 사용되는 반면, 15.73k㎡ (30.8%)는 삼림이다. 나머지 토지 중 9.39k㎡ (18.4%)가 정착(건물 또는 도로), 0.17k㎡ (0.3%)가 강 또는 호수이고, 0.01k㎡(0.0%)는 비생산적인 토지이다.
건축면적 중 공업용 건물이 전체 면적의 1.2%, 주택과 건물이 10.7%, 교통 기반시설이 4.8%를 차지했다. 공원, 녹지대, 운동장이 1.1%를 차지했다. 숲이 우거진 토지 중 전체 토지 면적의 29.5%는 숲이 우거져 있고 1.4%는 과수원이나 작은 나무 군락으로 덮여 있다. 농경지 중 31.2%는 작물 재배에 사용되며 18.0%는 목초지이며 1.4%는 과수원이나 덩굴 작물에 사용된다. 시정촌의 모든 물은 흐르는 물이다.
시정촌은 베른의 집합체에 있다. 북동쪽의 Aare 강에서 남동쪽의 Schwarzwasser 강과 Sense 강까지 뻗어 있다. 그것은 중앙의 쾨니츠 및 Wabern 마을, Liebefeld am 쾨니츠berg 및 Spiegel am Gurten의 정원 마을뿐만 아니라 다음을 포함한 여러 정착지로 구성된다. Niederwangen, Oberwangen 및 Thörishaus는 Wangen 계곡에 있으며 Schliern, Schwanden, Niederscherli 및 Oberscherli, Mittelhäusern und Gasel은 상부 지자체에 있다.

## 인구통계
2020년 12월 기준, 쾨니츠의 인구는 42,388명이다. 2010년 기준으로 인구의 15.5%가 거주하는 외국인이다. 2000년부터 2010년까지 지난 10년 동안 인구는 2.6%의 비율로 변화했다. 이민은 3.4%, 출생 및 사망은 0.6%를 차지했다.
2000년 기준, 인구 대부분인 32,994명(87.3%)이 독일어를 모국어로 사용하고, 프랑스어는 1,023명(2.7%)으로 두 번째로 많이 사용하고, 이탈리아어는 837명(2.2%)으로 세 번째로 사용한다. 로만슈어를 구사하는 사람은 37명이다.
2008년 기준으로 인구는 남성 47.8%, 여성 52.2%이다. 인구는 15,355명의 스위스 남성(인구의 39.6%)과 3,188명(8.2%)의 비스위스계 남성으로 구성되었다. 스위스 여성은 17,440명(44.9%), 비스위스계 여성은 2,840명(7.3%)이었다. 지자체의 인구 중 8,939명(약 23.7%)이 2000년에 쾨니츠에서 태어나 그곳에 살았다. 같은 주에서 태어난 14,483명(38.3%)이 있었고, 스위스 다른 곳에서 태어난 6,983명(18.5%)이 있었다. 5,691명(15.1%)이 스위스 이외의 지역에서 태어났다.
2000년 기준으로 아동·청소년(0~19세) 인구가 20.8%, 성인(20~64세)이 61.8%, 노인(64세 이상)이 17.4%를 차지하고 있다.
2000년 기준으로 시정촌에 미혼이거나 독신인 사람은 15,582명이다. 기혼자는 17,687명, 미망인은 2,306명, 이혼한 사람은 2,207명이다.
2000년 기준으로 시정촌의 개인가구는 17,240세대로 가구당 평균 2.1명이다. 1인 가구는 6,657가구, 5인 이상 가구는 700가구였다. 2000년 기준으로 영구 임대된 아파트는 총 16,917세대(전체의 92.4%)였으며, 계절적 임대아파트는 1,096세대(6.0%), 공실은 305세대(1.7%)였다. 2009년 기준 신규주택 건설률은 인구 1000명당 4.7세대였다. 2010년 시정촌 공실률은 0.75%였다.
역사적 인구는 다음의 차트와 같다:

### 종교
2000년 인구 조사에서 로마 가톨릭 신자는 7,426명(19.7%)이었고 스위스 개혁 교회는 21,948명(58.1%)이었다. 나머지 인구 중 정교회 교인은 370명(인구의 약 0.98%), 크리스찬 가톨릭 교회 교인은 42명(인구의 약 0.11%), 2,336명이었다. 다른 기독교 교회에 속한 개인(또는 인구의 약 6.18%). 유대인은 45명(인구의 약 0.12%)이었고, 이슬람교는 980명(인구의 약 2.59%)이었다. 불교는 154명이었다. 힌두교 327명과 다른 교회에 속한 47명이 있었다. 3,661명(인구의 약 9.69%)은 무교, 불가지론 또는 무신론자이며, 1,574명(인구의 약 4.17%)이 질문에 대답하지 않았다.

## 정치
2007 년 연방 선거에서 가장 인기 있는 정당은 25.21%의 득표율을 기록한 SVP였다. 다음으로 가장 인기 있는 3개 정당은 SPS (24.07%), FDP (16.56%), 녹색당 (14.76%)이었다. 이번 연방 총선에서 총 13,424표가 투표되었고, 투표율은 49.8%였다.

## 경제
2010년 현재 쾨니츠의 실업률은 3.1%이다. 2008년 기준으로 1차 경제 부문에 473명이 고용되어 있으며, 이 부문에 약 157개 기업이 참여하고 있다. 3,985명이 2차 부문에 고용되었고, 이 부문에 250개의 기업이 있었다. 14,713명이 3차 부문에 고용되었으며, 이 부문에 1,015개의 기업이 있다.
2008년에 정규직에 상응하는 총 일자리 수는 15,322개였다. 1차 부문의 일자리 수는 308개였으며 모두 농업에 있었다. 2차 부문의 일자리 수는 3,745개였으며 그 중 제조업이 2,413개(64.4%), 광업이 16개(0.4%), 건설이 1,210개(32.3%)였다. 3차 부문의 일자리는 11,269개였다. 3차 부문에서; 2,021개(17.9%) 도소매 또는 자동차 수리업, 282개(2.5%) 및 상품 이동 및 보관업, 425개(3.8%) 호텔 또는 레스토랑, 2,223개(19.7%) 정보 산업), 573개(5.1%)가 보험 또는 금융 산업, 1,368개(12.1%)가 기술 전문가 또는 과학자, 807개(7.2%)가 교육, 1,283 또는 11.4%가 의료 분야였다.
2000년에 시정촌으로 통근한 근로자는 9,948명, 출퇴근한 근로자는 14,010명이었다. 지자체는 근로자의 순수출 지자체이며, 들어오는 1명당 약 1.4명의 근로자가 지자체를 떠나고 있다. 근로 인구의 43.4%가 대중교통을 이용하여 출퇴근하고, 34.3%가 자가용을 이용하였다.

## 교육
쾨니츠에서는 인구의 약 15,795명(41.8%)이 필수가 아닌 고등교육을 이수했으며, 6,423명(17.0%)이 추가 고등 교육( 대학 또는 응용학문대학)을 마쳤다. 고등교육을 마친 6,423명 중 63.7%가 스위스 남성, 26.0%가 스위스 여성, 5.9%가 비스위스계 남성, 4.4%가 비스위스계 여성이었다.
베른주의 학교 시스템은 1년의 의무 없는 유치원, 6년의 초등학교를 제공한다. 이후 3년 동안의 의무적 중학교 과정을 거쳐 학생을 능력과 적성에 따라 구분한다. 중학교 이하 학생들은 추가 교육을 받거나 견습과정에 들어갈 수 있다.
2009-10학년도 동안 쾨니츠의 수업에 참석한 총 4,089명의 학생이 있었다. 시정촌에는 총 630명의 학생이 있는 32개의 유치원 수업이 있었다. 유치원생 중 19.2%는 스위스의 영주권 또는 임시 거주자(시민권 아님)였으며 26.2%는 교실 언어와 다른 모국어를 사용한다. 지자체에는 108개의 초등 학급과 2,036명의 학생이 있었다. 초등학생 중 19.8%는 스위스의 영주권 또는 임시 거주자(시민권 아님)였으며 29.3%는 교실 언어와 다른 모국어를 사용한다. 같은 해에 총 1,213명의 학생이 있는 66개의 중학교가 있었다. 스위스 영주권자 또는 임시 거주자(시민권 아님)가 15.3%이고 22.9%가 교실 언어와 다른 모국어를 사용한다.
2000년 기준으로 쾨니츠에는 다른 지자체에서 온 742명의 학생이 있었고 1,177명의 주민들은 지자체 이외의 학교에 다녔다.
쾨니츠에는 클럽 쾨니처 의과 VKM 도서관이 있다. 도서관은 (2008년 현재) 72,759권의 책 또는 기타 매체를 보유하고 있으며 같은 해에 285,688권을 대출했다. 그해에는 주당 평균 34시간, 총 260일 동안 열려 있었다.
조선민주주의인민공화국의 지도자 김정은이 수학한 리베펠트-슈타인횔츨리 공립학교가 이곳에 있다.

## 국가중요문화재
헤르츠빌 거리 175번지의 농가, 흘리-바베레의 로마 시대 농가, 성 , 교회 및 별채가 있는 이전 사령부 , 멘겐스토르프베르크 거리 191, 193번지의 헤렌슈톡, 호프 뷔렌, 귀족의 목조 주택 및 모어릴론 저택이 국가적으로 중요한 스위스 유산으로 등재되어 있다. 구르텐되르플리, 헤르츠빌, 리베빌 및 멘게스토르프의 작은 마을은 모두 스위스 유산 목록의 일부이다.

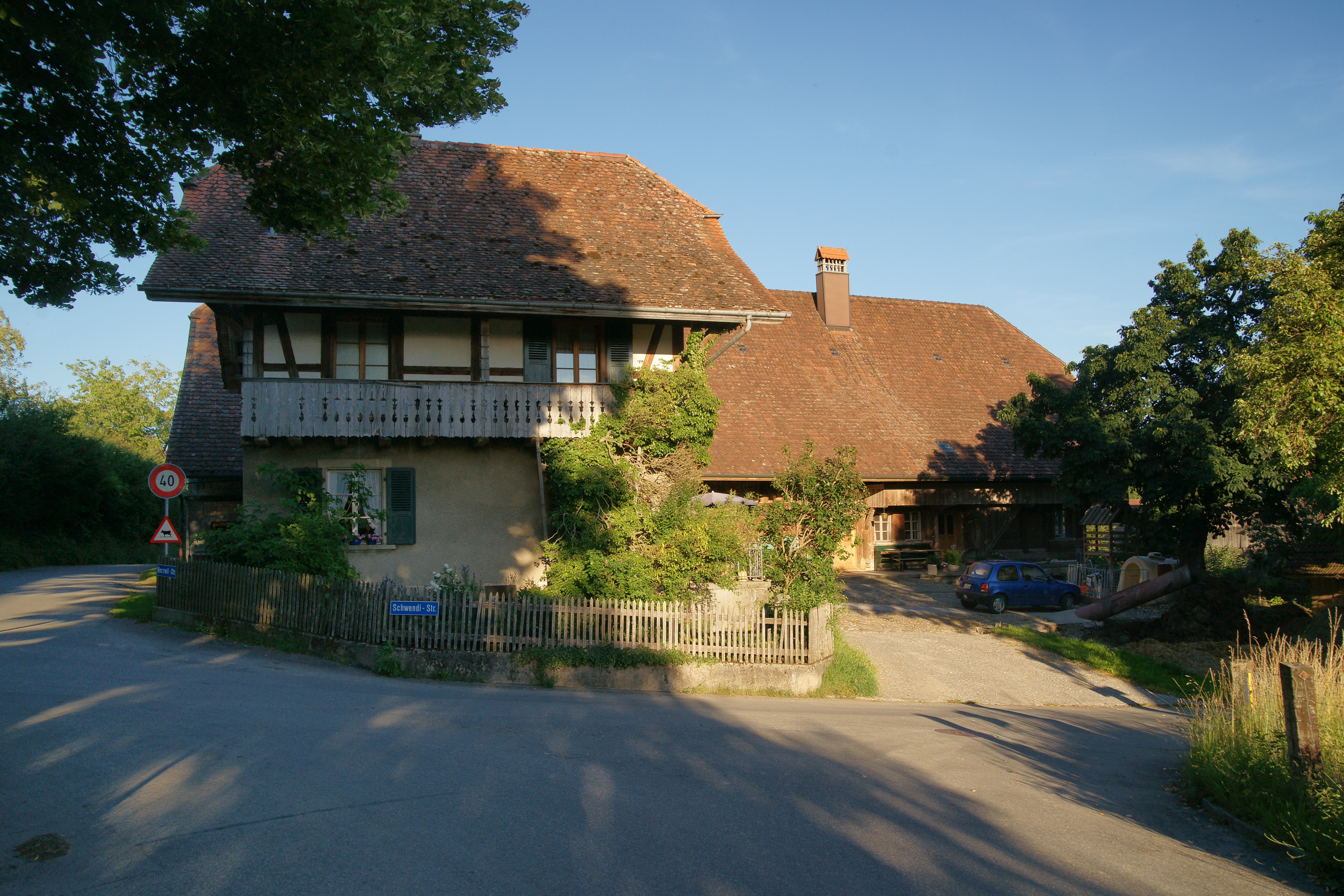
헤르츠빌 거리 175번지의 농가
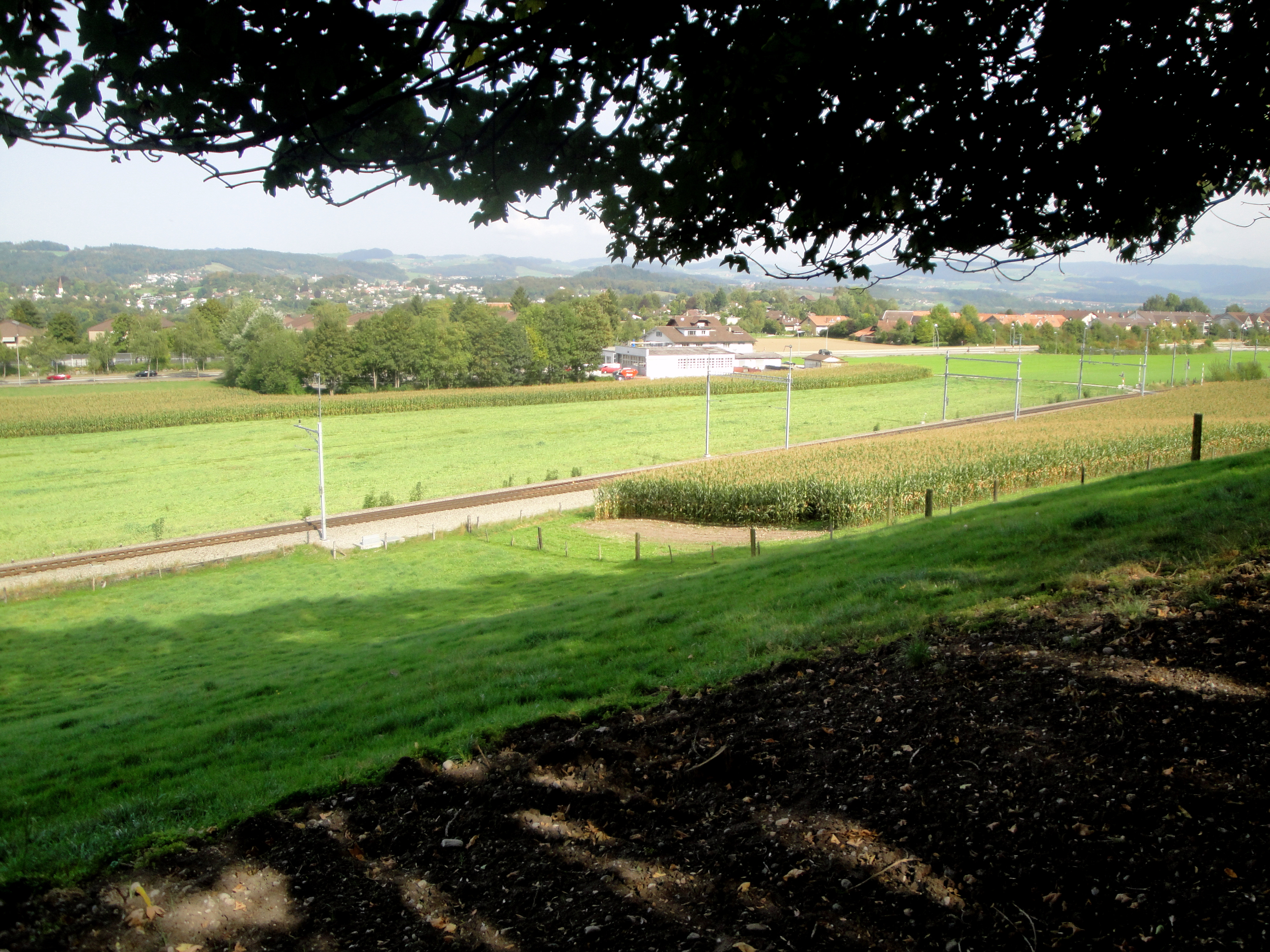
흘리-바베레 (로마 시대 농가)
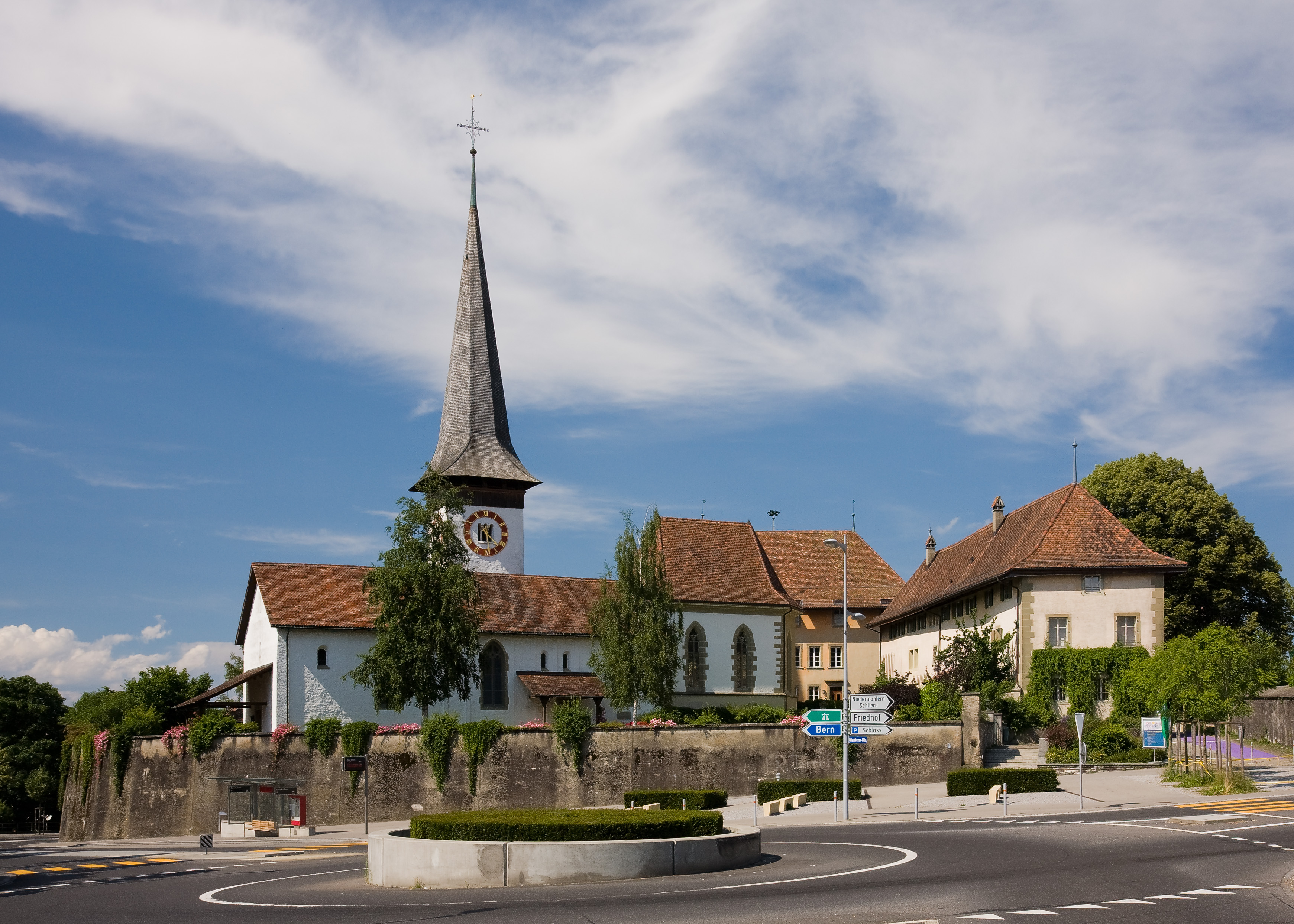
이전 사령부와 성, 교회와 외부 건축물
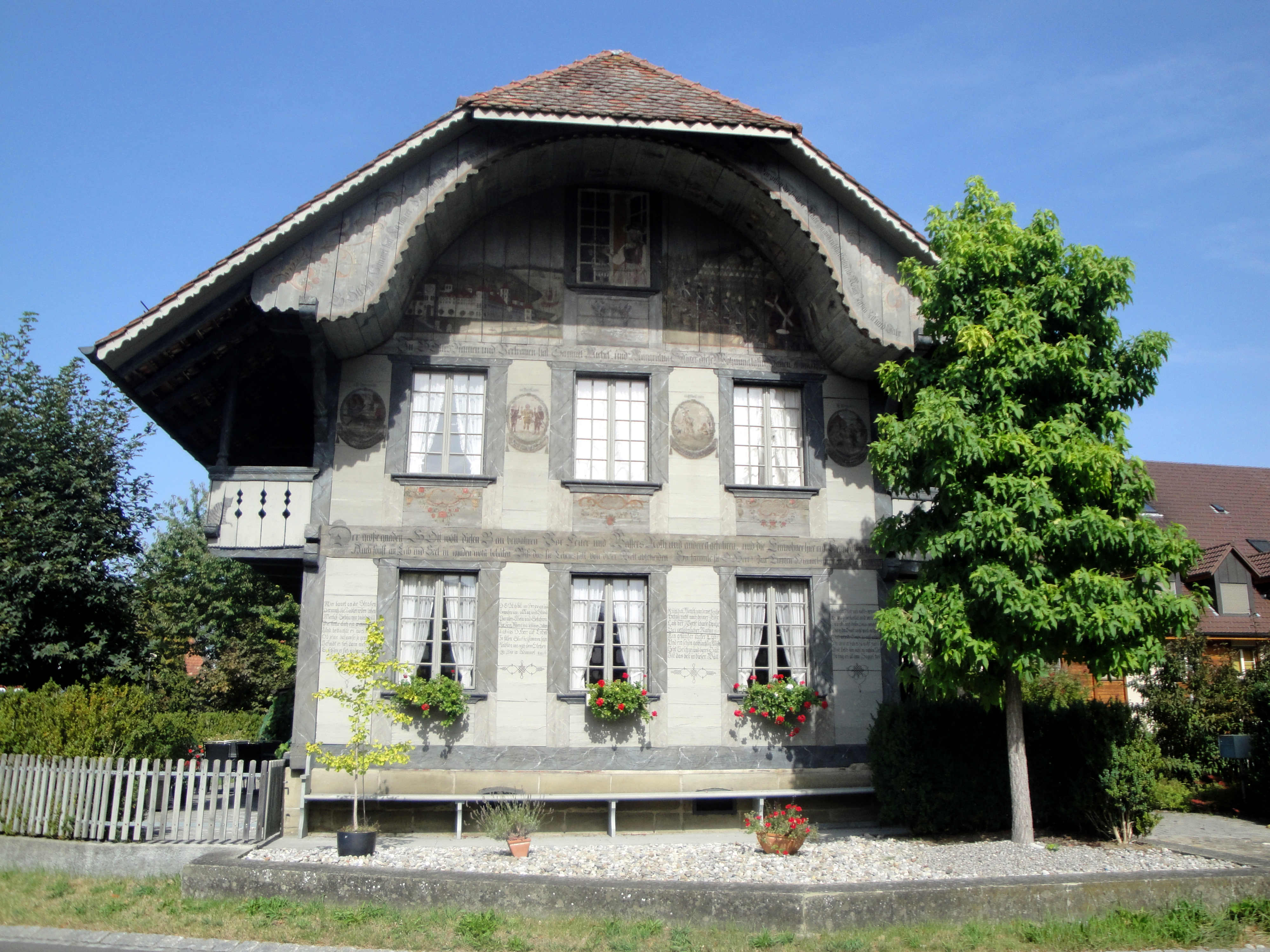
헤렌슈톡
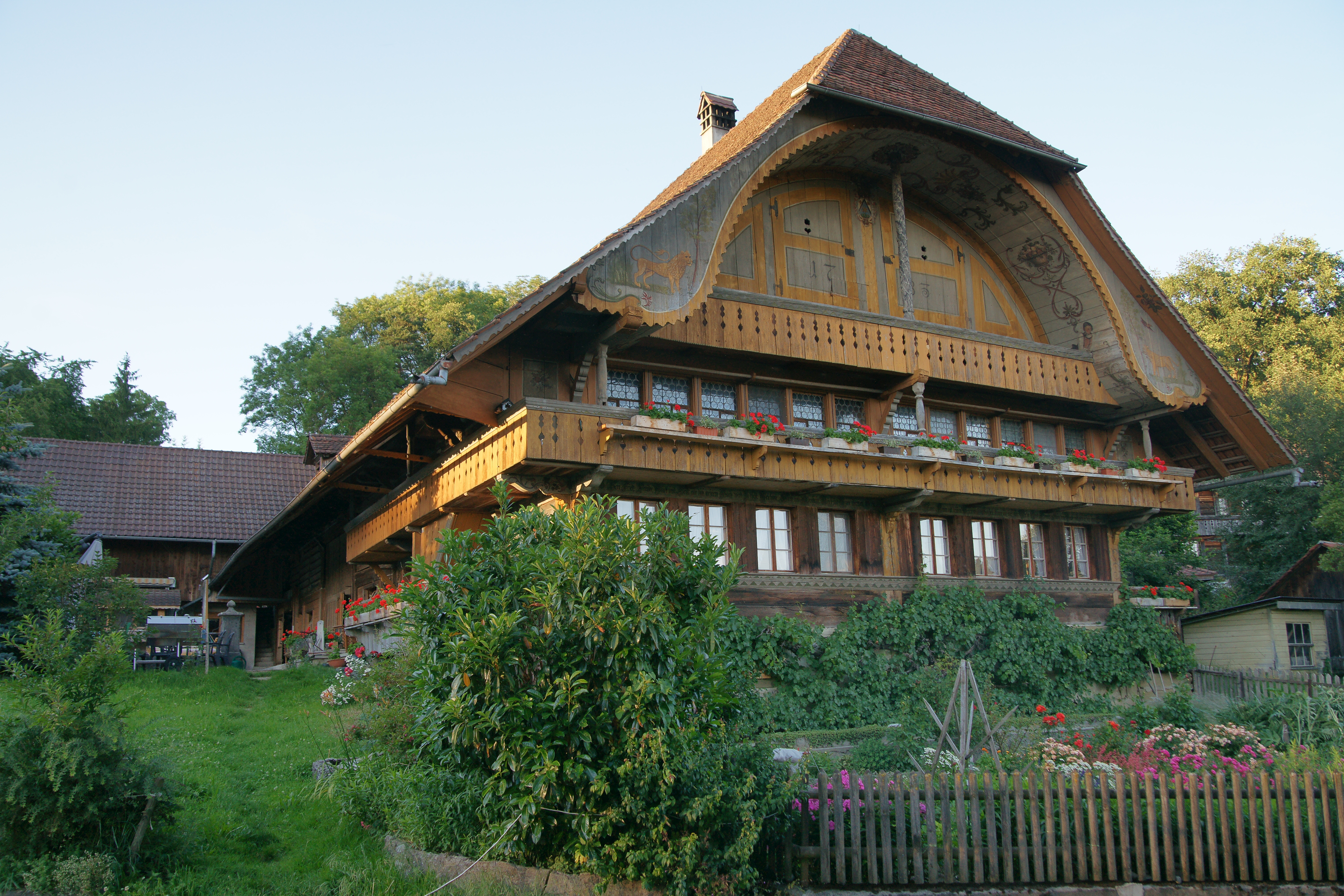
멘겐스토르프베르크 거리 191, 193번지의 호프 뷔렌
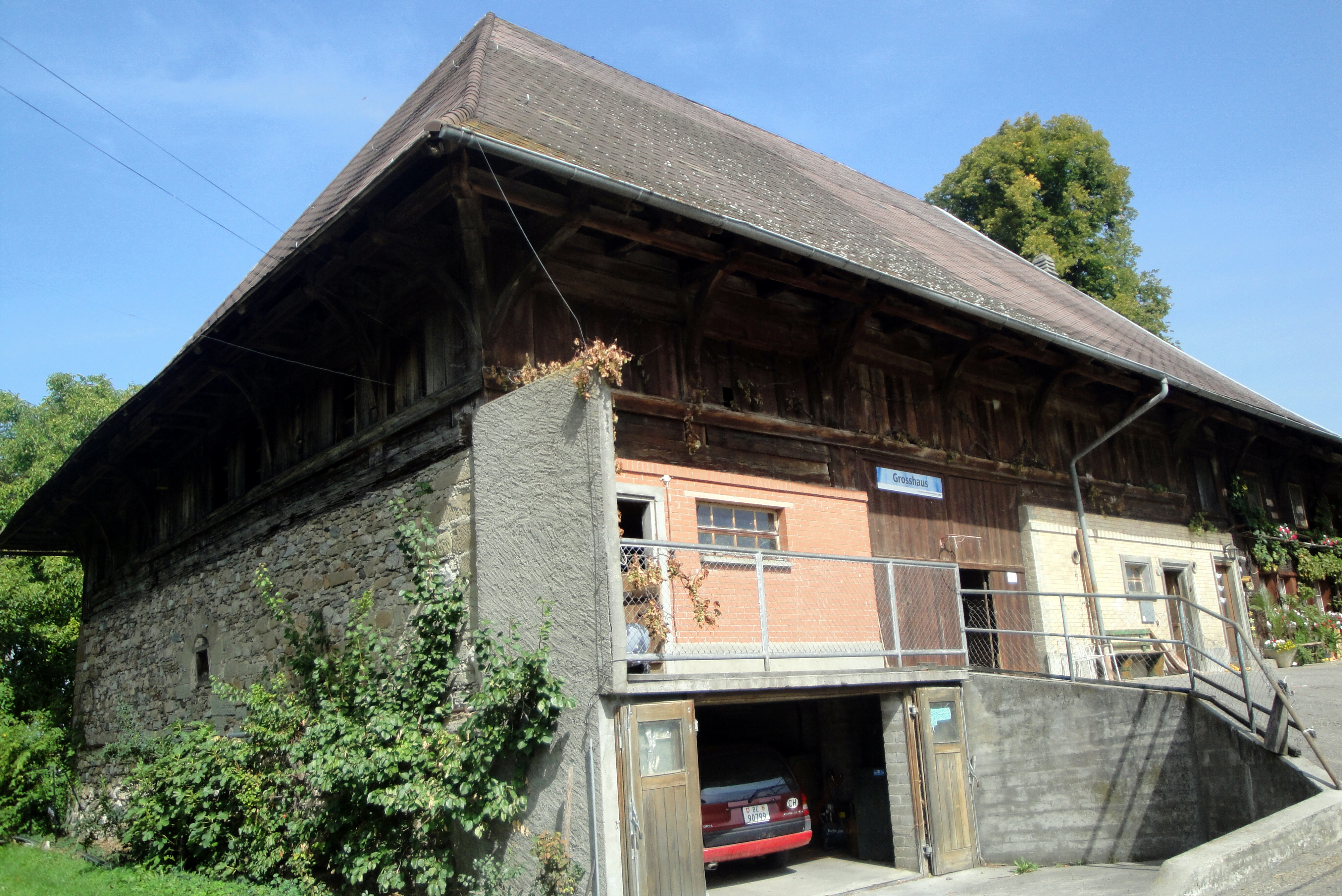
귀족의 목조 주택
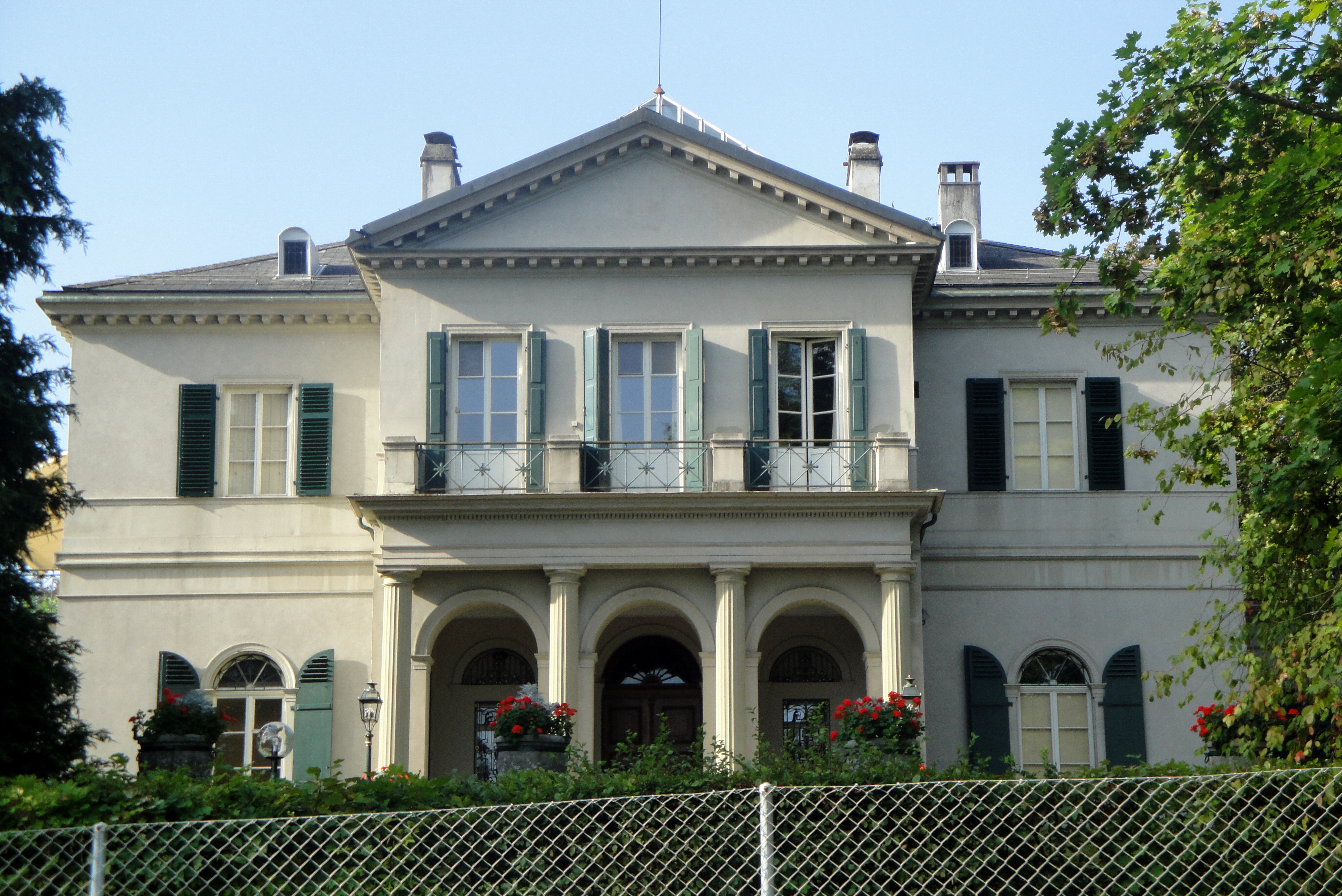
모릴론 저택

## 교통
지자체의 경계 내에 11개의 기차역이 있다:
- 니더방엔 (로잔-베른선)
- 오버방엔 (로잔-베른선)
- 퇴리스하우스역  (로잔-베른선)
- 퇴리스하우스 도르프 (로잔-베른선)
- 리베펠트  (베른-슈바르첸 부르크선)
- 쾨니츠 (베른-슈바르첸 부르크선)
- 무스 (베른-슈바르첸 부르크선)
- 가젤 (베른-슈바르첸 부르크선)
- 니더쉐를리 (베른-슈바르첸 부르크선)
- 미텔하우저 (베른-슈바르첸 부르크선)

베른과 벨프 사이의 귀르베탈선에 있는 아래의 노선은 모두 베른 S-반에서 제공된다.
- 바베른 바이 베른

다양한 목적지로 30분 또는 더 나은 서비스를 제공한다.

## 스포츠
FC 쾨니츠는 마을의 축구 클럽이다.